# Kraï d'Extrême-Orient
4 janvier 1926 – 20 octobre 1938
(12 ans, 9 mois et 16 jours)
Entités précédentes :
- Oblast d'Extrême-Orient

Entités suivantes :
- Kraï de Khabarovsk
- Kraï du Primorié

Le kraï d'Extrême-Orient (en russe : Дальневосто́чный край, Dalnevostotchny kraï) est une subdivision formée en Extrême-Orient russe au temps de la  RSFSR par décision du Comité exécutif central panrusse du 4 janvier 1926 sur le site de l'oblast d'Extrême-Orient dissout. Le centre administratif est la ville de Khabarovsk .
Au lieu des quatre gouvernements existants au sein de l'ancien oblast : de l'Amour, de Transbaïkalie, du Kamchatka et du Primorié (y compris le nord de Sakhaline), les okrougs de Vladivostok, Khabarovsk, Tchita , Zeïa, Amour, Nikolaïev , Sretensk, Kamchatka et Sakhaline sont créés au sein du kraï, eux-mêmes divisés en 75 raïons.
Le 20 octobre 1938, le kraï d'Extrême-Orient fut divisé entre le kraï de Khabarovsk et le kraï du Primorié. C'était la plus grande subdivision de l'Union soviétique après la république socialiste soviétique autonome iakoute et la RSS du Kazakhstan, occupant 12 % de son territoire.
La superficie de la région était de 2 846 332 km2 lors de sa formation, de 2 794 000 km2 au 20 février 1932  et de 2 602 600 km2 lors de sa disparition. La population selon le recensement de 1926 était de 1 881 400 habitants; au 1er janvier 1929, elle était de 2 099 700 habitants.

## Géographie
Au nord, le kraï d'Extrême-Orient était baigné par l'océan Arctique, avec la mer de Sibérie orientale et la mer des Tchouktches, à l'est par l'océan Pacifique, avec les mers de Béring, d'Okhotsk et du Japon.
Sur terre, la région bordait : avec les subdivisions de la RSFSR suivantes : la république socialiste soviétique autonome iakoute et le kraï de Sibérie orientale (depuis 1930) à l'ouest ; avec les possessions du Japon : la Corée et le sud de Sakhaline au sud, ; et avec le territoire de l'Alaska (États-Unis) de l'autre côté de la frontière maritime dans le détroit de Béring au nord-est. Au sud, le long du fleuve Amour et dans l'ouest du Primorié, il y avait une frontière avec la république de Chine et, à partir de 1932, avec l'État du Mandchoukouo.
La région comprenait la plus grande péninsule, le Kamtchatka , et la péninsule Tchouktche, beaucoup plus petite. Le territoire du kraï d'Extrême-Orient comprenait également un certain nombre de grandes îles, dont l'île Wrangel, la partie nord de l'île de Sakhaline, ainsi que deux grands archipels : les îles du Commandeur et les îles Chantar.
Le kraï d'Extrême-Orient avait une longueur de 28° du sud au nord (de 42° à 70° N) et de 83° d'ouest en est (de 108° E à 169° W). Ses frontières étaient géographiquement basées sur la côte des océans Pacifique et Arctique d'un côté et sur les bassins versants des rivières qui s'y jettent de l'autre côté. L'unité géographique de la région était assurée par sa position côtière et l'ensemble du territoire principal était étroitement lié, avant tout, à l'océan Pacifique. L'ampleur du kraï d'Extrême-Orient était telle que d'ouest en est, il y avait une transition du paysage continental des steppes sèches de Transbaïkalie aux paysages insulaires de Sakhaline, du Kamtchatka et du Commandeur, et du nord au sud la glace de l'île Wrangel, Les paysages de la toundra, de la taïga et du sud du Primorié ont successivement changé. La faune était également très diversifiée ; elle comprenait des morses, des phoques et des rennes, des élans, des chameaux, des tigres et des léopards de l'Oussouri, des chats sauvages, des tortues de rivière, des baleines, etc.

## Divisions
| Province                      | Centre administratif | Ouïezds | volosts | Selsovets | Séléni | Population rurale | Population urbaine | Population totale |
| ----------------------------- | -------------------- | ------- | ------- | --------- | ------ | ----------------- | ------------------ | ----------------- |
| Gouvernement du Primorié      | Blagovechtchensk     | 3       | 22      | 430       | 731    | 293 492           | 98 742             | 392 234           |
| Gouvernement de l'Amour       | Tchita               | 5       | 41      | 614       | 750    | 419 456           | 115 789            | 535 245           |
| Gouvernement de Transbaïkalie | Vladivostok          | 5       | 31      | 584       | 884    | 427 043           | 207 298            | 634 341           |
| Gouvernement du Kamtchatka    | Petropavlovsk        | 5       | 11      | 91        | 103    | 29 761            | 2 377              | 32 138            |
| Oblast d'Extrême-Orient       | Tchita               | 18      | 105     | 1 719     | 2 468  | 1 169 752         | 424 206            | 1 593 958         |

Par décision du Présidium du Comité exécutif central panrusse de l'URSS du 4 janvier 1926, l'oblast d'Extrême-Orient fut transformée en kraï d'Extrême-Orient avec 9 okrougs, divisés en 75 raïons (au lieu de 4 gouvernements avec 18 ouïezds et 113 volosts) avec le centre comme Khabarovsk. Ainsi, au lieu des gouvernements, des ouïezds et des volosts, une transition a été effectuée vers les divisions régionales, d'okrougs et de raïons, et ainsi la base d'un nouveau système de subdivisions a été créée sur les principes de prise en compte historique et économique. conditions, la taille et la composition de la population. 
| Okroug (de)           | Centre administratif      | Superficie (km²) | Population, 1923 | Population, 17 décembre 1926 | Raïons | Localités | Fermes  | Selsoviets |
| --------------------- | ------------------------- | ---------------- | ---------------- | ---------------------------- | ------ | --------- | ------- | ---------- |
| Tchita                | Tchita                    | 181 041          | 325 000          | 386 158                      | 14     | 710       | 46 510  | 302        |
| Sretensk              | Sretensk                  | 89 538           | 191 000          | 203 943                      | 8      | 447       | 31 033  | 186        |
| Blagovechtchensk      | Blagovechtchensk          | 236 785          |                  | 335 783                      | 11     | 626       | 45 408  | 315        |
| Vladivostok           | Vladivostok               | 81 694           | 488 000          | 572 031                      | 14     | 940       | 60 741  | 415        |
| Zeïa                  | Roukhlovo                 | 450 799          | 35 500           | 50 392                       | 4      | 210       | 4 397   | 41         |
| Khabarovsk            | Khabarovsk                | 216 395          | 140 300          | 188 360                      | 5      | 384       | 18 630  | 163        |
| Nikolaïevsk           | Nikolaïevsk-sur-l'Amour   | 558 093          |                  | 37 867                       | 7      | 239       | 4 319   | 53         |
| Kamtchatka            | Petropavlovsk-Kamtchatski | 991 774          |                  | 34 958                       | 8      | 236       | 3 505   | 108        |
| Sakhaline             |                           |                  |                  | 11 859                       | 4      | n / A     | 1 314   | 21         |
| Kraï d'Extrême-Orient |                           |                  |                  | 1 821 351                    | 75     | 3 792     | 215 857 | 1 604      |

Ainsi, au lieu des provinces, des districts et des volosts, une transition a été effectuée vers les divisions régionales, de district et de district, et ainsi la base d'un nouveau système de structure administrative-territoriale a été créée sur les principes de prise en compte historique et économique. conditions, la taille et la composition de la population. 